# Liste des conseillers de Paris (1971-1977)
Cet article regroupe les conseillers de Paris pour 1971-1977. Les élections municipales de 1971 désignent pour la première fois cette institution, créée en 1968 après la dissolution du département de la Seine ; elle se substitue au conseil municipal de Paris et au conseil général de la Seine. Il n'y a cependant pas de maire de Paris avant 1977.

## Liste des conseillers de Paris
Sont élus :
- PCF : 20 élus.
- CIR : 2 élus.
- MRG : 2 élus.
- SFIO : 7 élus.
- Centristes : 13 élus.
- UDR : 31 élus.
- RI : 7 élus.
- CDP : 4 élus.
- Union du Centre : 3 élus.
- CNI : 1 élu.

### 1ersecteur deParis(1er,2e,3eet4earrondissements)
| Période | Période      | Identité                           | Étiquette | Qualité |
| ------- | ------------ | ---------------------------------- | --------- | --- |
| 1971    | 1977         | Pierre-Charles Krieg               | UDR       | Avocat Député (1962-1986) Maire du 4ème arrondissement (1983-1997) Président du Conseil régional d'Ile-de-France (1988-1992) |
| 1971    | 1977         | Jacques Dominati                   | RI        | Conseiller municipal depuis 1959                                                                                             |
| 1971    | 1977         | Monique Garnier-Lançon (1928-2024) | UDR       | Journaliste |
| 1971    | 1974 (décès) | Gérard Laborde (1919-1974)         | RI        | Suppléant du député Jacques Dominati                                                                                         |
| 1974    | 1977         | Jean Rousseau (1937)               |           | (remplace Gérard Laborde) |
| 1971    | 1977         | Lucien Finel (1928-2013)           | RI        | Maire du 4ème arrondissement (1997-2001)                                                                                     |
| 1971    | 1977         | Patrick Jonville (1933)            |           | |
| 1971    | 1976 (décès) | Jean Legaret                       |           | Ancien conseiller municipal (1953-1965)                                                                                      |
| 1976    | 1977         | Pierre Knipiler (1907-1996)        | UDR       | (remplace Jean Legaret) |

### 2esecteur deParis(5eet6earrondissements)
| Période | Période | Identité                  | Étiquette | Qualité |
| ------- | ------- | ------------------------- | --------- | --- |
| 1971    | 1977    | Pierre Bas                | UDR       | Conseiller municipal depuis 1965                                                                                 |
| 1971    | 1977    | Jean Tiberi               | UDR       | Conseiller municipal depuis 1965                                                                                 |
| 1971    | 1977    | François Collet           | UDR       | Conseiller municipal depuis 1965                                                                                 |
| 1971    | 1977    | Yves Milhoud (1923-2005)  | CDP       | Ingénieur, dirigeant d'entreprises Président du Conseil de Paris (1974-1975)                                     |
| 1971    | 1977    | Roger Romani              | UDR       | Cadre administratif Sénateur (1977-1993 et 2002-2011) Adjoint au maire de Paris (1977-2001) Ministre (1993-1997) |
| 1971    | 1977    | Raymond Dohet (1931-2003) | UDR       | Avocat à la Cour d'appel Conseiller régional (1973-1984), suppléant du député Pierre Bas                         |

### 3esecteur deParis(7eet8earrondissements)
| Période | Période | Identité                           | Étiquette | Qualité                                                    |
| ------- | ------- | ---------------------------------- | --------- | ---------------------------------------------------------- |
| 1971    | 1977    | Édouard Frédéric-Dupont            | Centre    | Conseiller municipal (1933-1944, 1945-1947 et depuis 1953) |
| 1971    | 1977    | Etienne Royer de Véricourt         | Centre    | Conseiller municipal depuis 1947                           |
| 1971    | 1977    | Joseph Ayrignac                    | Centre    | Conseiller municipal depuis 1965                           |
| 1971    | 1977    | Philippe Tollu                     | Centre    | Conseiller municipal depuis 1965                           |
| 1971    | 1977    | Georgie Auburtin-Myers (1904-1987) | Centre    | Avocate                                                    |
| 1971    | 1977    | Philippe Mithouard (1923-1990)     | Centre    | Cadre de société                                           |

### 4esecteur deParis(9eet10earrondissements)
| Période | Période      | Identité                           | Étiquette | Qualité                                                                |
| ------- | ------------ | ---------------------------------- | --------- | ---------------------------------------------------------------------- |
| 1971    | 1977         | Gabriel Kaspereit                  | UDR       | Conseiller municipal depuis 1965                                       |
| 1971    | 1977         | Claude-Gérard Marcus               | UDR       | Conseiller municipal depuis 1965                                       |
| 1971    | 1977         | Raymond Colibeau                   | UDR       | Conseiller municipal depuis 1965 Suppléant du député Gabriel Kaspereit |
| 1971    | 1977 (décès) | Alex Biscarre                      | UDR       | Conseiller municipal (1932-1941, 1945 et depuis 1959)                  |
| 1971    | 1977         | Maurice Mension                    | UDR       | Conseiller municipal depuis 1965                                       |
| 1971    | 1977         | Léon Cros (1910-2007)              | UDR       | Administrateur de biens Conseiller régional (1976)                     |
| 1971    | 1977         | Xavier de La Fournière (1927-1993) | RI        | Ancien adjoint au maire du 17ème arrondissement                        |

### 5esecteur deParis(11earrondissement)
| Période | Période | Identité                                        | Étiquette | Qualité |
| ------- | ------- | ----------------------------------------------- | --------- | --- |
| 1971    | 1977    | Maurice Berlemont                               | PCF       | Conseiller municipal depuis 1945 |
| 1971    | 1977    | Georges Sarre                                   | SFIO-PS   | Inspecteur des PTT Député au Parlement européen (1979-1981) Député de Paris (1981-1988 et 1993-2002) Secrétaire d'Etat (1988-1993) Maire du 11ème arrondissement (1995-2008) |
| 1971    | 1977    | Liliane Brozille                                | PCF       | Conseillère municipale depuis 1965 |
| 1971    | 1977    | Georges Luce                                    | MRG       | Conseiller municipal depuis 1965 |
| 1971    | 1977    | Aimé Delarue (1927-2021)                        | PCF       | |
| 1971    | 1977    | Roland Wloszczowski dit Roland Wlos (1938-2020) | PCF       | Moniteur dans l’enseignement technique |

### 6esecteur deParis(12earrondissement)
| Période | Période | Identité             | Étiquette | Qualité                                                                      |
| ------- | ------- | -------------------- | --------- | ---------------------------------------------------------------------------- |
| 1971    | 1977    | Charles Magaud       | UDR       | Directeur de société Suppléant de Roger Frey Député (1968-1973 et 1974-1978) |
| 1971    | 1977    | André Planchet       | UDR       | Conseiller municipal depuis 1959, suppléant du député Pierre de Bénouville   |
| 1971    | 1977    | Lucien Joffre        | RI        | Conseiller municipal depuis 1965                                             |
| 1971    | 1977    | Jean-Jacques Garnier | UDR       | Conseiller municipal depuis 1965                                             |
| 1971    | 1977    | Jean Maillet         | UDR       | Conseiller municipal depuis 1965                                             |

### 7esecteur deParis(13earrondissement)
| Période | Période | Identité                     | Étiquette | Qualité                             |
| ------- | ------- | ---------------------------- | --------- | ----------------------------------- |
| 1971    | 1977    | André Voguet                 | PCF       | Conseiller municipal depuis 1947    |
| 1971    | 1977    | Daniel Benassaya (1934-1984) | SFIO-PS   | Professeur                          |
| 1971    | 1977    | Andrée Delbos                | PCF       | Conseillère municipale depuis 1965  |
| 1971    | 1977    | Louis Moulinet               | SFIO-PS   | Ouvrier tourneur Député (1981-1988) |
| 1971    | 1977    | Henri Derrien (1936-2016)    | PCF       | Ouvrier typographe                  |

### 8esecteur deParis(14earrondissement)
| Période | Période          | Identité                   | Étiquette | Qualité                                                                                       |
| ------- | ---------------- | -------------------------- | --------- | --------------------------------------------------------------------------------------------- |
| 1971    | 1977             | Christian de La Malène     | UDR       | Conseiller municipal depuis 1965                                                              |
| 1971    | 1977             | Auguste Marboeuf-Regnault  |           | Conseiller municipal depuis 1953                                                              |
| 1971    | 1977             | Hubert Prangey             |           | Conseiller municipal depuis 1945                                                              |
| 1971    | 1975 (démission) | Yves Fortin                | UDR       | Conseiller municipal depuis 1965                                                              |
| 1975    | 1977             | Patrick de Saevsky         | UDR       | Ingénieur (remplace Yves Fortin)                                                              |
| 1971    | 1977             | Lionel Assouad             | UDR       | Directeur d'un groupe industriel Maire du 14ème arrondissement (1983-2001) Député (1995-1997) |
| 1971    | 1977             | Pierre Dangles (1925-2013) | UDR       | Premier adjoint au maire du 14ème arrondissement, suppléant du député Christian de La Malène  |

### 9esecteur deParis(15earrondissement)
| Période | Période | Identité               | Étiquette | Qualité                                                                          |
| ------- | ------- | ---------------------- | --------- | -------------------------------------------------------------------------------- |
| 1971    | 1977    | Nicole de Hauteclocque | UDR       | Conseillère municipale depuis 1947                                               |
| 1971    | 1977    | Bernard Rocher         | UDR       | Conseiller municipal depuis 1965                                                 |
| 1971    | 1977    | Claude Roux            | UDR       | Conseiller municipal depuis 1965                                                 |
| 1971    | 1977    | Jean Chérioux          | UDR       | Conseiller municipal depuis 1965, suppléant de la Députée Nicole de Hauteclocque |
| 1971    | 1977    | René Galy-Dejean       | UDR       | Conseiller municipal depuis 1965                                                 |
| 1971    | 1977    | Claude Debrion         | UDR       | Conseiller municipal depuis 1965                                                 |
| 1971    | 1977    | Antoine Veil           | CDP       | Inspecteur des Finances, dirigeant d'entreprises                                 |
| 1971    | 1977    | Bertrand de Maigret    | RI        | Cadre Député de la Sarthe (1978-1981)                                            |

### 10esecteur deParis(16earrondissement)
| Période | Période | Identité                      | Étiquette | Qualité |
| ------- | ------- | ----------------------------- | --------- | --- |
| 1971    | 1977    | Pierre Lépine                 | Centre    | Médecin et biologiste |
| 1971    | 1977    | Albert Listambert (1903-1989) | Centre    | |
| 1971    | 1977    | Georges Mesmin                | Centre    | Inspecteur des Finances Député (1973-1997) Maire du 16ème arrondissement (1983-1989)                                     |
| 1971    | 1977    | Solange Marchal (1921-2021)   | Centre    | Médecin pédiatre |
| 1971    | 1977    | Denis Joyeux (1910-2003)      | Centre    | Antiquaire, expert en objets d'art Adjoint au maire du 16ème arrondissement (1983-1989)                                  |
| 1971    | 1977    | Michel Elbel (1932-2010)      | Centre    | Ingénieur en organisation et informatique                                                                                |
| 1971    | 1977    | Gilbert Gantier               | Centre    | Cadre supérieur de l'industrie Suppléant du député Paul Stehlin Député (1975-2004) Adjoint au maire de Paris (1977-1989) |

### 11esecteur deParis(17earrondissement)
| Période | Période      | Identité                       | Étiquette     | Qualité |
| ------- | ------------ | ------------------------------ | ------------- | --- |
| 1971    | 1977 (décès) | Bernard Lafay                  | apparenté UDR | Conseiller municipal depuis 1945 |
| 1971    | 1977         | Jean de Préaumont              | UDR           | Avocat Député de Paris (1961-1986) Député de l'Essonne (1986-1988)                                                                                  |
| 1971    | 1976 (décès) | Paul Faber                     | UDR           | Conseiller municipal (1945, et depuis 1947) |
| 1976    | 1977         | Abdon-Robert Casso (1912-2002) | UDR           | Général en retraite (remplace Paul Faber) |
| 1971    | 1977         | Jacques Sanglier               | UDR           | Editeur-imprimeur Suppléant du député Bernard Lafay Député (1959-1967, 1969-1973) Sénateur (1976-1977)                                              |
| 1971    | 1977         | Maurice Weill                  | DVD           | Conseiller municipal depuis 1953 |
| 1971    | 1977         | François Missoffe              | UDR           | Industriel Député (1958-1961, 1968-1974) Secrétaire d'Etat (1961-1962) Ministre (1962-1964 et 1966-1968) Ambassadeur de France au Japon (1964-1966) |
| 1971    | 1977         | Pierre Chédor (1909-1997)      | UDR           | Employé de Chemin de fer, puis cadre technico-commercial Suppléant du député Jean de Préaumont Adjoint au maire du 17ème arrondissement             |

### 12esecteur deParis(18earrondissement)
| Période | Période      | Identité                   | Étiquette     | Qualité                                                          |
| ------- | ------------ | -------------------------- | ------------- | ---------------------------------------------------------------- |
| 1971    | 1977         | Louis Baillot              | PCF           | Conseiller municipal depuis 1953                                 |
| 1971    | 1977         | Claude Estier              | CIR-PS        | Journaliste Député (1967-1968 et 1981-1986) Sénateur (1986-2004) |
| 1971    | 1977         | Pierre Seince              | SFIO-PS       | Conseiller municipal depuis 1965                                 |
| 1971    | 1977         | Andrée Grunn-Lefrère       | PCF           | Conseillère municipale depuis 1965                               |
| 1971    | 1977         | Michel Salles              | SFIO-PS       | Conseiller municipal depuis 1953                                 |
| 1971    | 1973 (décès) | André Blumel               | apparenté PCF | Conseiller municipal depuis 1965                                 |
| 1973    | 1977         | Jean-Pierre Moulin (1941)  |               | (remplace André Blumel)                                          |
| 1971    | 1977         | Louis Régulier (1910-2008) | PCF           | Cheminot, ouvrier freiniste aux Batignolles                      |
| 1971    | 1977         | Jean Gajer (1931-2012)     | PCF           | Dessinateur en bâtiment, permanent du PCF puis urbaniste         |

### 13esecteur deParis(19earrondissement)
| Période | Période | Identité                  | Étiquette | Qualité |
| ------- | ------- | ------------------------- | --------- | --- |
| 1971    | 1977    | André Sibaud              | PCF       | Conseiller municipal depuis 1953 |
| 1971    | 1977    | Pierre Guidoni            | SFIO-PS   | Ingénieur, professeur d’université Conseiller régional de la Région Languedoc-Roussillon (1978-1981) Député de l'Aude (1978-1983) Ambassadeur de France |
| 1971    | 1977    | Pierre Mattéi (1912-1986) | MRG       | Directeur de sociétés, Sous-Préfet honoraire |
| 1971    | 1977    | Michèle Potier            | PCF       | |
| 1971    | 1977    | Alain Lhostis (1946)      | PCF       | Mécanographe à la SNCF |

### 14esecteur deParis(20earrondissement)
| Période | Période      | Identité                    | Étiquette | Qualité                                             |
| ------- | ------------ | --------------------------- | --------- | --------------------------------------------------- |
| 1971    | 1977         | Jacques Risse               | PCF       | Conseiller municipal depuis 1965                    |
| 1971    | 1977         | Pierre Astier               | SFIO-PS   | Conseiller municipal depuis 1965                    |
| 1971    | 1974 (décès) | Georges Leygnac (1915-1974) | CIR-PS    | Fonctionnaire                                       |
| 1974    | 1977         | Itala de Zan (1928-2022)    | PS        | Employée à Gaz de France (remplace Georges Leygnac) |
| 1971    | 1977         | Henri Malberg               | PCF       | Conseiller municipal depuis 1965                    |
| 1971    | 1977         | Christiane Schwartzbard     | PCF       | Conseillère municipale depuis 1965                  |
| 1971    | 1977         | Michel Férignac             | PCF       | Conseiller municipal depuis 1965                    |